# Богашово
Богашо́во (рос. Богашёво) — село у складі Томського району Томської області, Росія. Адміністративний центр Богашовського сільського поселення.

## Населення
Населення — 3710 осіб (2010; 3762 у 2002).
Національний склад (станом на 2002 рік):
- росіяни — 89 %